# Fanfare (tạp chí)
Fanfare là một tạp chí định kỳ hai tháng của Mỹ chuyên đánh giá các bản nhạc đã thu âm ở tất cả các định dạng. Tạp chí này chủ yếu phát hành nội dung về âm nhạc cổ điển. Tuy vậy về sau Fanfare cũng đã bổ sung thêm một chuyên mục riêng về nhạc jazz trong mọi số báo.

## Lịch sử và thông tin
Fanfare được thành lập vào ngày 1 tháng 9 năm 1977 bởi một giáo viên tiểu học kiêm người biên tập viên tên là Joel Bruce Flegler (sinh năm 1941) như một "niềm đam mê". Sau 47 năm, ông vẫn là nhà xuất bản.
Tạp chí hiện có hơn 600 trang ở định dạng 6"x 9" với khoảng 80% trong số đó là bản biên tập được dành để ghi lại các bài phê bình và một phần đầu với một số lượng đáng kể các cuộc phỏng vấn và các bài báo nổi bật.  Tạp chí này cũng tránh phạm vi ảnh hưởng của các thiết bị đo âm thanh và nhạc pop, đồng thời bao gồm các bài đánh giá về các bản phát hành cổ điển hơn hầu hết các tạp chí tương tự. Mô hình kinh doanh của Fanfare bao gồm việc biên tập viên liên hệ trực tiếp với các nghệ sĩ mà không được yêu cầu, và đảm bảo sẽ có sự cân nhắc nếu họ muốn quảng cáo trên tạp chí. Hầu hết trong số hàng trăm bài đánh giá trong mỗi số phát hành đều không có hỗ trợ quảng cáo từ các nhạc sĩ hoặc hãng sản xuất.
Fanfare yêu cầu đăng ký bao gồm quyền truy cập trực tuyến vào nội dung hiện tại và kho lưu trữ các vấn đề trong quá khứ.